# 2334 av. J.-C.
Cette page concerne l'année 2334 av. J.-C. du calendrier julien proleptique.

## Évènements

### Mésopotamie
- Selon la chronologie moyenne, début du règne de Sharrum-kîn (Sargon), roi d’Akkad, après avoir détrôné, à la suite d'un coup d'État, Ur-Zababa, l'ensí de Kiš, dont il était l'échanson (fin en 2279 av. J.-C.).

- Fin de la période dite du Dynastique archaïque III

## Naissances
- x

## Décès
- Lugal-zagesi, roi de Sumer.